# Пульпит
Пульпит — воспаление внутренних тканей зуба (пульпы). Пульпа находится внутри зубного канала и содержит нерв, сосуды, клетки соединительной ткани и обеспечивает питание твердых тканей зуба изнутри. Пульпит развивается при попадании внутрь зуба инфекции, чаще всего в результате длительно текущего кариеса. Обычные проявления — повышенная чувствительность зуба к температуре, пульсирующая боль, возможно и бессимптомное течение. В зависимости от длительности течения может быть острым и хроническим.
В отсутствие лечения пульпит может привести не только к потере зуба, но и переходу воспалительного процесса на ткани челюсти и сепсису (в основном у людей с резко сниженным иммунитетом), поэтому его необходимо лечить. В настоящее время разработаны методы, позволяющие лечить пульпит, не уничтожая полностью пульпу, то есть сохраняя жизнеспособность нерва и питающих сосудов (методы витальной ампутации).

## Этиология
Воспаление пульпы всегда обусловлено попаданием инфекции в пульповую камеру. Это может происходить двумя путями: интрадентально (через коронку зуба) и ретроградно (через апикальное (расположенное на верхушке зуба) отверстие). Чаще всего пульпит является осложнением кариеса. Иногда он может быть следствием неправильных действий врача (обточка зуба под ортопедические конструкции, некачественные пломбировочные материалы, оперативные вмешательства на пародонте, воздействие химических веществ). Также описаны случаи ретроградного пульпита (то есть инфицирование через апикальное отверстие зуба).
Различают три основные группы факторов, вызывающих пульпит:
1. Физические факторы:
  - перегрев пульпы, например, при препарировании зуба под коронку или при препарировании кариозной полости без охлаждения;
  - вскрытие полости зуба при препарировании кариозной полости;
  - травматический перелом коронки зуба со вскрытием пульповой камеры;
  - дентикли и петрификаты — медленно откладываются в тканях пульпы, могут раздражать её нервные окончания, сдавливать сосуды, нарушать микроциркуляцию, вызывать отёк, дискомфорт, что облегчает возникновение пульпита от действия остальных факторов;
  - выраженная патологическая стираемость зубов, при наличии сопутствующих заболеваний (сахарный диабет, остеопороз — замедляют откладывание третичного (компенсаторного) дентина, что ведёт к вскрытию пульповой камеры.
2. Химические факторы — всегда являются ятрогенными (обусловлены действиями врача):
  - несоблюдение экспозиции травильного геля, необходимого для адгезии большинства композитных материалов и некоторых стеклоиономерных цементов;
  - некачественное (неполное) смывание травильного геля;
  - использование сильных антисептиков при медикаментозной обработке сформированной полости при лечении кариеса;
  - токсическое действие пломбировочного материала.
3. Биологические факторы — непосредственное попадание инфекции в пульповую камеру:
  - как осложнение кариозного процесса (в том числе при рецидивном кариесе, развивающемся под пломбой);
  - проникновение микробов из кариозной полости через дентинные канальцы после препарирования, при снятии оттиска под давлением (очень редкий путь);
  - ретроградный пульпит — попадание микробов через апикальное отверстие при остеомиелите, сепсисе, через боковые ответвления корневого канала, после кюретажа глубоких пародонтальных карманов.

## Классификация
Классификация по ММСИ (1989 г.)
1. острый пульпит:
  1. очаговый гнойный
  2. диффузный гнойный
2. хронический пульпит
  1. фиброзный
  2. гангренозный
  3. гипертрофический
3. обострение хронического пульпита
  1. обострение хронического фиброзного пульпита
  2. обострение хронического гангренозного пульпита
4. состояние после частичного или полного удаления пульпы.

Классификация МКБ-10 — используется при постановке диагноза в большинстве стоматологических клиник мира. В скобках указанно соответствие форме пульпита по ММСИ.
- К04 — болезни пульпы и периапикальных тканей
- К04.0 пульпит
- К04.00 — начальный (гиперемия пульпы) (по ММСИ глубокий кариес)
- К04.01 — острый (по ММСИ острый очаговый пульпит)
- К04.02 — гнойный (пульпарный абсцесс) (по ММСИ острый диффузный)
- К04.03 хронический (по ММСИ — хронический фиброзный пульпит)
- К04.04 хрон. язвенный пульпит (по ММСИ — хронический гангренозный пульпит)
- К04.05 — пульпарный полип (по ММСИ — хронический гипертрофический пульпит)
- К04.08 — другой уточненный пульпит
- К04.09 — пульпит неуточненный
- К04.1 некроз пульпы (гангрена пульпы)
- К04.2 дегенерация пульпы (дентикли, петрификаты пульпы)
- К04.3 неправильное формирование тв. тканей в пульпе (вторичный или иррегуляторный дентин)

## Патогенез
Пульпиты подразделяются на острые и хронические. Под острым пульпитом понимают состояние, когда инфекция проникла в пульпу при закрытой пульпарной камере (через тонкую стенку разрушенного кариесом зуба). Острый пульпит вначале носит очаговый характер и протекает как серозное воспаление (серозный пульпит), затем появляется гнойный экссудат (гнойный пульпит). При этом появляются очень сильные боли вследствие накопления гнойного экссудата в закрытой пульпарной камере. Хронические пульпиты чаще всего являются исходом острого.
Хронические пульпиты подразделяются на фиброзные, гипертрофические и гангренозные. Основная форма хронического пульпита это фиброзный пульпит, при котором происходит разрастание волокнистой соединительной ткани. При гипертрофическом пульпите происходит гипертрофическое разрастание пульпарной ткани через открытую кариозную полость. При гангренозном пульпите в коронковой пульпе обнаруживается распад ткани. В корневой пульпе обнаруживается грануляционная ткань.

## Клиника

### Острый пульпит

#### Острый очаговый
Воспаление находится в проекции рога пульпы. Данная стадия длится порядка 2 дней. Причинный зуб очень чувствителен к термическим раздражителям (в основном к холоду), причём боль усиливается и продолжается после удаления раздражителя (в отличие от кариеса). Перкуссия (постукивание) зуба нечувствительна или малочувствительна (в отличие от периодонтита).

#### Острый диффузный
Основные признаки острого диффузного пульпита — сильные, иррадиирующие (распространяющиеся) по ветвям тройничного нерва боли, которые усиливаются ночью. Боли носят периодический характер. Достаточно часто пациенты отмечают боли разного характера в височной области.

### Хронический пульпит
Хроническое воспаление нервно-сосудистого пучка зуба, способствующее функциональным и структурным изменениям.

#### Хронический фиброзный пульпит
Фиброзный пульпит чаще происходит бессимптомно или со слабыми неприятными ощущениями.

#### Хронический гипертрофический (пролиферативный) пульпит
При гипертрофическом пульпите в кариозной полости обнаруживается гипертрофированный фиброзный полип.

#### Хронический гнойный пульпит
Гнойный пульпит может протекать со значительными болевыми ощущениями, при этом зуб чувствителен к горячему, а холод успокаивает боль.

### Обострение хронического пульпита
Характерна приступообразная боль в зубе «самопроизвольная». Возможна продолжительная боль от внешних раздражителей с иррадицией по ветвям тройничного нерва или ноющая продолжительная боль усиливающаяся при накусывании на зуб. Полость зуба чаще открыта, зондирование пульпы болезненно, перкуссия слегка болезненна. Электровозбудимость пульпы снижена. На рентгенограмме определяется либо расширение периодонтальной щели, либо разрежение костной ткани в области верхушки корня.

## Диагностика

### Острый

#### Очаговый пульпит
Наличие кариозной полости, заполненной размягченным дентином. Стенки и дно полости плотные. Зондирование резко болезненное на дне полости ближе к рогу пульпы. Полость зуба закрыта. На рентгене кариозная полость близко расположена к полости зуба. Вертикальная перкуссия — безболезненная. ЭОД — 15-20 мкА

#### Острый диффузный
Характерна острая приступообразная боль. Кариозная полость глубокая, с большим количеством размягченного дентина. Зондирование болезненное по всему дну. Вертикальная перкуссия — болезненная. На рентгенограмме — кариозная полость сообщается с полостью зуба. Изменения в периодонте отсутствуют. ЭОД — 20-35 мкА.

### Хронический

#### Фиброзный
Полость может быть как закрыта так и открыта. Зондирование — болезненное. Присуща медленно нарастающая боль от горячего или холодного. Перкуссия также безболезненна. ЭОД — 20-40 мкА

#### Гангренозный
Полость открыта. Нарастающая боль под влиянием горячего. При перкуссии возможна незначительная боль, ЭОД — 40-80 мкА

#### Гипертрофический
При гипертрофическом пульпите в кариозной полости обнаруживается гипертрофированный фиброзный полип. Боль ноющего характера, которая возникает от различных раздражителей. В отдельных случаях может быть только одна кровоточивость при полном отсутствии боли. Может наблюдаться боль при жевании. При осмотре обнаруживается кариозная полость,выполненная разросшей тканью. Последняя может быть более плотной или грануляционной,легко кровоточит даже при легком касании. Иногда при этом возникает незначительная боль.
При сформированном полипе пульпе в кариозной полости обнаруживается опухолевидное плотное образование бледно-розового цвета. Зондирование его не приводит к кровоточивости, слабоболезненно. Реакция на температурные раздражители невыраженная. Электровозбудимость свыше 100 мкА.

## Лечение
Серозные пульпиты считаются обратимыми при надлежащем лечении (Ca-содержащие лечебные прокладки под пломбы, антибиотиковые повязки и пр.), которое направлено на ощелачивание полости зуба, с последующим образованием вторичного дентина. Показаниями к этому (биологическому) методу лечения являются молодой возраст (до 30 лет), отсутствие хронических заболеваний и достаточная кариес-резистентность (устойчивость тканей зуба к кариозному процессу). Возможно также частичное удаление пульпы (ампутация пульпы), но оно сейчас используется редко, в основном в молочных зубах и в зубах с несформированой верхушкой (до двух лет после прорезывания зуба).
При лечении острых гнойных и хронических пульпитов производится механическая и медикаментозная обработка системы корневых каналов (депульпирование — «удаление нерва») и пломбировка (герметичная обтурация) канала. Данный вид лечения разделяется на девитальную и витальную экстирпацию.

### Девитальная экстирпация
В этом методе происходит полное уничтожение пульпы зуба. Удаление сосудисто-нервного пучка проводится в 2 посещения. После анестезии создается сообщение с полостью зуба (пульпарной камерой) и накладывают девитализирующую пасту (в народе именуемую «мышьяк», на самом же деле он уже почти не используется, а заменен пастой на основе параформальдегида и анестетика, его можно оставлять на неделю, и токсичность его гораздо ниже).

### Витальная ампутация
Позволяет сохранить жизнеспособность нервов и сосудов, питающих зуб, что обеспечивает нормальную трофику тканей зуба и предупреждает развитие периапикальных осложнений. Исследования ряда авторов показали, что после витальной ампутации корневая пульпа сохраняет свою жизнеспособность, продуцируя вторичный дентин.
Удаление сосудисто-нервного пучка и его обтурация проводится под анестезией в одно посещение при отсутствии выраженных воспалительных явлений, переходящих в периодонт. В случае распространения воспаления за пределы корневой системы в канале оставляют лечебное вещество (для антисептики и снятия воспаления). За время лечения необходимо сделать как минимум два снимка: первый — до начала лечения, для оценки длины и структуры каналов; второй — после, для оценки качества пломбирования каналов. Депульпированный зуб впоследствии нуждается в армировании (фиксация штифта из стекловолокна, титана, серебра, пр.) и (или) покрытии коронкой, по показаниям.

### Последствия
После депульпирования зуб становится «мертвым» (прекращается его кровоснабжение). Так как невозможна полная стерилизация такого зуба, в нём могут развиваться бактерии, защищённые от иммунитета и антибиотиков. Гипотетически, они могут стать причиной инфекции организма при серьёзном ослаблении иммунитета, например, при лечении рака.

## Осложнения
Хронический пульпит без надлежащего лечения, при неадекватной обработке системы корневых каналов, при негерметичной обтурации канала или негерметичности восстановления зуба (пломба, вкладка, накладка, коронка) может перейти и в периодонтит.

## Профилактика
Основная задача — предупреждение возникновения и развития заболеваний на самых ранних этапах.
Виды профилактики пульпита:
1. Первичная:
Включает ряд мероприятий, довольно дешевых и простых (составление режима питания, индивидуальный и профессиональный уход и подбор средств гигиены, применение фторпрепаратов), регулярное выполнение которых позволит в несколько раз снизить риски распространения пульпита.
2. Вторичная:
Применяется в случаях, когда заболевание уже возникло и направлена на предупреждение осложнений (например, лечение кариеса как профилактика возникновения пульпитов и периодонтитов).